# Rutajärvi (sjö i Posio, Lappland, Finland)
Rutajärvi eller Rutalampi är en sjö i Finland. Den ligger i kommunen Posio i landskapet Lappland, i den norra delen av landet, 700 km norr om huvudstaden Helsingfors. Rutajärvi ligger 247 meter över havet. Arean är 33,3 hektar och strandlinjen är 5,31 kilometer lång. Sjön  ingår i Kemi älvs huvudavrinningsområde. 